# Alfred Knotz
Alfred Knotz (26. října 1845 Litoměřice – 10. listopadu 1906 Ústí nad Labem) byl rakouský a český advokát a politik německé národnosti, v 2. polovině 19. století poslanec Českého zemského sněmu a Říšské rady.

## Biografie
Profesí byl právník. Vystudoval právo na Karlo-Ferdinandově univerzitě v Praze, Vídeňské univerzitě a Innsbrucké univerzitě. Zpočátku působil u různých okresních soudů v Čechách, pak (od roku 1878) jako advokát v České Lípě. Zde se roku 1883 stal obecním radním.
V 80. letech 19. století se zapojil i do zemské a celostátní politiky. V doplňovacích volbách roku 1885 byl zvolen na Český zemský sněm za kurii venkovských obcí (obvod Děčín, Benešov, Česká Kamenice). Zasedal také v Říšské radě (celostátní zákonodárný sbor), kam poprvé usedl roku 1885 do městské kurie (obvod Děčín, Podmokly). Slib složil 20. ledna 1885. Mandát obhájil za týž obvod ve volbách do Říšské rady roku 1885.
Původně byl německým liberálem (takzvaná Ústavní strana). Patřil mezi přední německé národovce. V Říšské radě pronášel ostré projevy proti podle něj slavofilské orientaci vlády Eduarda Taaffeho. Do roku 1885 byl členem poslaneckého klubu Sjednocená levice, ze kterého pak vystoupil. Po rozpadu Sjednocené levice přešel do frakce Deutscher Club (Německý klub). V roce 1890 se uvádí jako poslanec nacionalistického klubu Deutschnationale Vereinigung.
Později ale politicky ustoupil poněkud do pozadí. V roce 1892 přesídlil do Dolních Rakous. Byl advokátem v Korneuburgu, v roce 1899 ve Floridsdorfu a od roku 1903 ve Vídni. V pozdějším období svého života se připojil ke Křesťansko-sociální straně, ale nehrál již v ní významnější roli. V období let 1896–1902 zasedal v Dolnorakouském zemském sněmu za volební obvod Floridsdorf.
Zemřel v listopadu 1906.